# Alaskamarmot
De alaskamarmot (Marmota broweri)  is een zoogdier uit de familie van de eekhoorns (Sciuridae). De wetenschappelijke naam van de soort werd voor het eerst geldig gepubliceerd door Hall & Gilmore in 1934.

## Verspreidingsgebied
De soort wordt aangetroffen Noord-Alaska, in de Verenigde Staten.